# Kuklay Antal
Kuklay Antal (Csap, 1932. június 13. –) az Egri főegyházmegye kanonoka, Pilinszky-szakértő.

## Élete
Az akkor Csehszlovákiához tartozó Csapon született. Apja kántortanítóként dolgozott. A hitét buzgón gyakorló katolikus családban négyen voltak testvérek. Középiskolai tanulmányait a sátoraljaújhelyi piarista, illetve a sárospataki református gimnáziumban végezte. 1950-ben érettségizett. Papi pályára lépett. Előbb Hejcén, majd Egerben, 1953-tól pedig Budapesten, a központi szemináriumban tanult. 1955-ben szentelték fel.
Az 1956-os forradalom kitörése után társaival együtt a házi őrizetből kiszabadult Mindszenty Józsefhez fordultak, hogy tájékoztassák a főpapot az Állami Egyházügyi Hivatal (ÁEH) tevékenységéről. 1956. november 3-án Turchányi Egon, Mindszenty titkára vezetésével részt vett az elnyomó kommunista egyházpolitika jelképének számító hivatal iratainak lefoglalásában. A november 4-ei szovjet beavatkozás után segítséget nyújtott az ELTE joghallgatóinak a menekülésben. Részt vett egy sokszorosított brosúra elkészítésében, amely a vidéki papságot tájékoztatta az eseményekről. Decemberben Abaújszántóra, majd 1957 elején Szikszóra helyezték káplánnak. 1957 májusában letartóztatták, 1958-ban a Turchányi Egon és társai perben tíz év börtönbüntetésre ítélték. A Budapesten és Márianosztrán töltött börtönévek után 1963-ban szabadult.
Ezután Sárospatakra költözött a szüleihez. Az Állami Egyházügyi Hivatal eltiltotta a papi tevékenységtől. A sátoraljaújhelyi lemezgyárban, majd a sárospataki cserépkályhagyárban segédmunkásként dolgozott. Később az ÁEH engedélyezte, hogy tudományos munkát végezzen, így a plébánia könyvtárosaként bekapcsolódott a sárospataki katolikus templommal kapcsolatos feltáró munkába. Elvégezte az Országos Széchényi Könyvtár hároméves könyvtárosképző iskoláját, miközben létrehozta a Sárospataki Római Katolikus Egyházi Gyűjteményt.
1968-ban engedték először a szószékre. 1973-tól Köröm község plébánosa, 2011-től, nyugdíjazásától plébániai adminisztrátora. 1985-ben művészettörténész oklevelet szerzett. 1987-ben a sárospataki egyházi gyűjtemény kiadásában A Kráter peremén. Gondolatok és szemelvények Pilinszky János verseihez címmel tanulmánykötete jelent meg, melynek további négy kiadása látott napvilágot különböző kiadók gondozásában. 1991 óta a sárospataki egyházi gyűjtemény vezetője.

## Művei
- A kráter peremén. Gondolatok és szemelvények Pilinszky János verseihez; összeáll., vál. Kuklay Antal; Római Katolikus Egyházi Gyűjtemény, Sárospatak, 1987
- A kráter peremén. Gondolatok és szemelvények Pilinszky János verseihez; 2. jav., bőv. kiad.; összeáll., vál. Kuklay Antal; Római Katolikus Egyházi Gyűjtemény, Sárospatak, 1988
- Sárospatak. Házad ékessége. A Római Katolikus Egyházi Gyűjtemény kiállítása; TKM Egyesület, Bp., 2002 (Tájak, korok, múzeumok kiskönyvtára)
- A kráter peremén. Gondolatok és szemelvények Pilinszky János verseihez; 4. bőv. kiad.; összeáll., vál. Kuklay Antal; Open Art, Bp., 2005
- Gerald Jaksche–Kuklay Antal: Árpád-házi Szent Erzsébet; ford. Kovács Lajos; Sárospataki Római Katolikus Egyházi Gyűjtemény–Kairosz, Sárospatak–Bp., 2011
- A kráter peremén. Gondolatok és szemelvények Pilinszky János verseihez; 5. bőv. kiad.; összeáll., vál. Kuklay Antal; Üveghegy Kiadó, Százhalombatta., 2020

## Címek, díjak, kitüntetések
- Címei: 1998-tól címzetes kanonok, 2006-tól csudányi prépost, 2009-től egri kanonok
- 2008-ban Fraknói Vilmos-díjjal tüntették ki, 2009-ben a Hit Pajzsa-díjjal, 2011-ben pedig a Magyar Köztársasági Érdemrend tisztikeresztjével tüntették ki
- 2014-ben Magyar Örökség díjjal tüntették ki.[1]